# Business Challenge
 (mai 2017).
Si vous disposez d'ouvrages ou d'articles de référence ou si vous connaissez des sites web de qualité traitant du thème abordé ici, merci de compléter l'article en donnant les références utiles à sa vérifiabilité et en les liant à la section « Notes et références ».
Business Challenge est une émission de télévision nigérienne d’information et d’analyse économique diffusée sur Africable TV et la télévision nationale Télé Sahel.

## Histoire
En août 2012, Seydou Souley Mahamadou, ancien diplômé de l’Institut supérieur de commerce et d’administration des entreprises ISCAE au Maroc, initie l’émission télévisée Café économique, consacrée à l'économie et à la vie des entreprises au Niger, Café économique est diffusée par nigérien Radio Télévision Dounia. Après un an et demi de succès, l'animateur décide d'en faire une émission indépendante.. Naît alors le concept de Business Challenge initialement diffusé sur la Télévision Bonferey en juin 2014 avant d'être transférée sur Télé Sahel en mai 2015. À partir de 2019 Business Challenge élargie également sa sphère de production au-delà des frontières du  Niger pour aborder la dynamique économique des pays de la sous-région  et notamment ceux de l’espace l’UEMOA et appartenant à la CEDEAO. Elle est actuellement diffusée sur la chaîne de télévision panafricaine AFRICABLE TV et la RTN.

## Déroulement de l'émission
- 6 à 12 minutes de reportage (scindées en 3 reportages de 4 min ou 2 reportages de 3 min)
- 30 à 45 minutes de débat et analyse avec des spécialistes invités, qui apporteront un avis de professionnel et/ou d’expert et un éclairage sur des questions pertinentes soulevées par les reportages,
- 5 minutes de page RSE, expliquant le concept et traitant de l’actualité et des tendances en la matière (cas d’école et bonnes pratiques d’ici et d’ailleurs, analyse d’expert)
- 3 minutes d’actualité économique nationale et internationale décryptage et faits marquants)
- 5 minutes de publicités insérées (institutionnelles ou commerciales)